# 希伯·柯蒂斯
希伯·道斯特·柯蒂斯（英語：Heber Doust Curtis，1872年6月27日—1942年1月9日），美国天文学家。

## 生平
柯蒂斯1872年出生于美国密西根州的马斯基根，1893年在密执安大学获得硕士学位，后在加利福尼亚州教授拉丁语和希腊语。1896年他成为天文学教授，于1898年进入利克天文台工作，1902年获得弗吉尼亚大学天文学的博士学位。
根据范·马南（Adriaan van Maanen,1884—1946）的观测结果，柯蒂斯认为观测到的旋涡星云是远在银河系以外，与银河系相似的恒星系统，这一点与美国天文学家哈罗·沙普利坚持的银河系是宇宙中的主要天体的观点不同。1920年4月26日，美国国家科学院在华盛顿举办了一场著名的辩论，史称“沙普利-柯蒂斯之争”。双方分别就各自的观点进行了时间为半个小时的报告。由于柯蒂斯具有良好的口才，多数人认为他在这场争论中略微占了上风。后来的观测表明柯蒂斯的观点是基本正确的。
柯蒂斯发现，在M31的附近观测到大量的新星，显示它们与M31有物理上的联系，并且这些新星的亮度比其他新星暗很多。柯蒂斯由此计算出M31的距离约为100k秒差距，并从角大小估算出M31的尺度约为3k秒差距，与当时认为银河系的大小相近。后来的研究表明，柯蒂斯错误地将新星与M31中的超新星相混淆，使得M31的距离被低估了5倍。